# Zefiryn Machalla
Zefiryn Ludwik Machalla (ur. 1 sierpnia 1915 we Wrześni, zm. 10 stycznia 1952 w Warszawie) – major dyplomowany Wojska Polskiego.

## Życiorys
Urodził się 1 sierpnia 1915 we Wrześni, jako syn Ludwika i Zofii z Kozłowskich. Uczęszczał do Państwowego Gimnazjum im. Karola Marcinkowskiego, maturę zdał w 1934. Następnie ukończył z pierwszą lokatą Dywizyjny Kurs Podchorążych Rezerwy 14 DP przy 57 Pułku Piechoty Wielkopolskiej w Poznaniu. Wojskową edukację kontynuował w Szkole Podchorążych Piechoty w Komorowie-Ostrowi Mazowieckiej. Na stopień podporucznika został mianowany ze starszeństwem z 1 października 1937 i 9. lokatą w korpusie oficerów piechoty. W marcu 1939 pełnił służbę w 5 Pułku Strzelców Podhalańskich w Przemyślu na stanowisku dowódcy plutonu 7. kompanii.
Brał udział w kampanii wrześniowej, w której dowodził 7. kompanią 5 psp. Następnie więzień NKWD w Przemyślu, a także w Starobielsku, gdzie uniknął losu innych pomordowanych oficerów polskich. Zesłany do Archangielska w ZSRR.
Po zesłaniu dołączył do 16 Pułku Piechoty, gdzie był zastępcą szefa sztabu. Był także w 14 Pułku Piechoty. Od 1947 w Sztabie Generalnym.
Po powrocie do kraju skazany 19 listopada 1951 przez NSW w Warszawie wyrokiem o sygn. Sn 13/51 na podstawie art. 86 § 1 i 2 kkWP oraz art. 7 w zw. z art. 15 § 1 i 2 mkk na karę śmierci. Podczas śledztwa był torturowany m.in. przez płk. Władysława Kochana, w wyniku czego „przyznał się do winy”. Oskarżycielem w jego procesie był płk. Marian Frenkiel, a sędziami ppłk. Feliks Aspis, mjr Teofil Karczmarz oraz ppor. Stefan Michnik. Pozbawiony był obrońcy sądowego, a proces był niepubliczny. Po ogłoszeniu wyroku mjr Zefiryn Machalla odwołał swoje zeznania.
Wyrok został wykonany 10 stycznia 1952. Miejsce pochówku jest nieznane, choć istnieją sugestie wskazujące na pochówek na Cmentarzu w Trojanowie na przedmieściu Sochaczewa, obok płk. Zdzisława Barbasiewicza. Grób symboliczny znajduje się w Kwaterze „na Łączce” Cmentarza Wojskowego na Powązkach w Warszawie.
W 1956 Najwyższy Sąd Wojskowy uchylił wyrok skazujący na karę śmierci.
Odznaczony Srebrnym Krzyżem Zasługi i Medalem Zwycięstwa i Wolności 1945.